# Armin Laschet

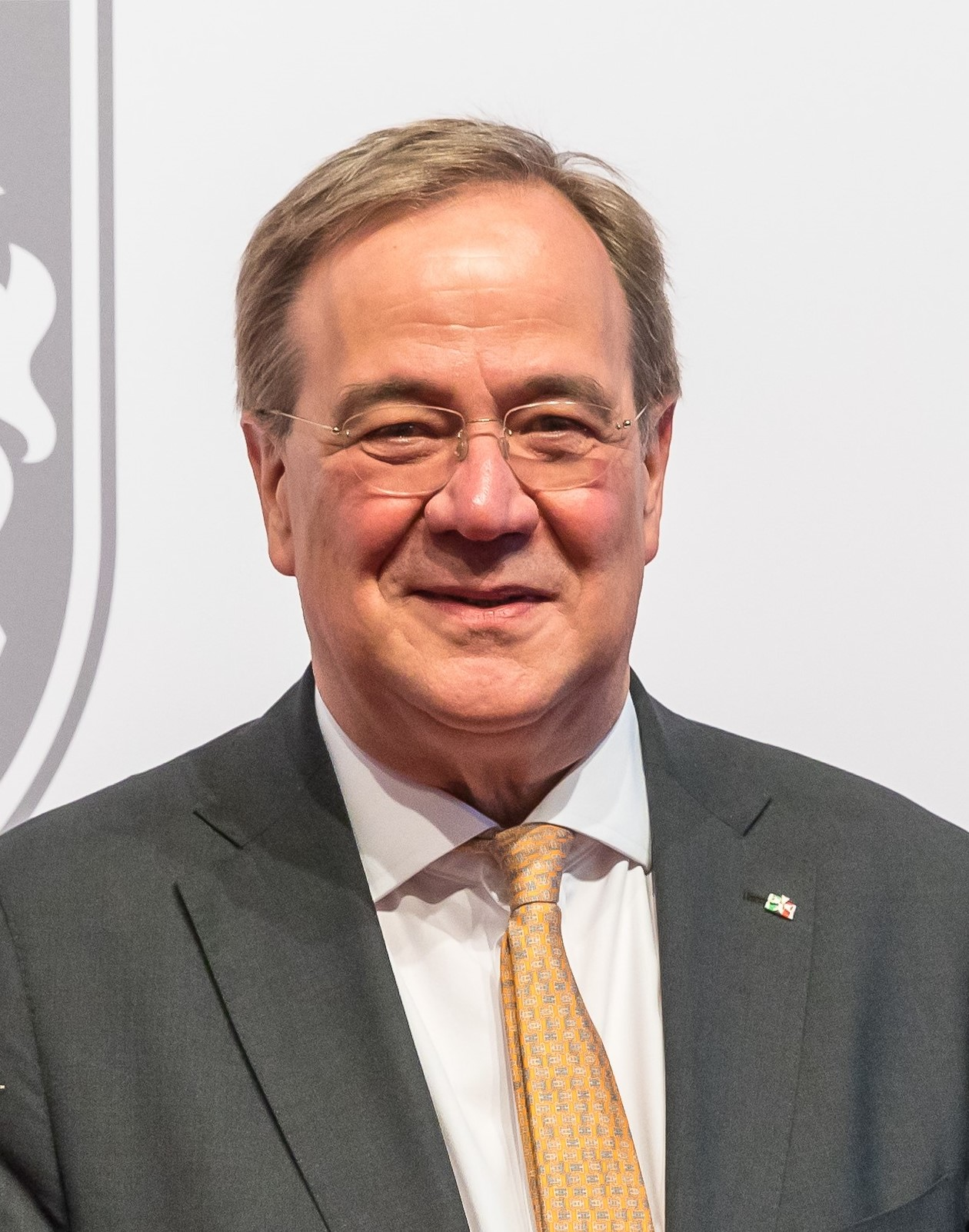
Armin Laschet (2023)

Armin Laschet (* 18. Februar 1961 in Aachen, Ortsteil Burtscheid) ist ein deutscher Politiker (CDU). Er war vom 27. Juni 2017 bis zum 26. Oktober 2021 Ministerpräsident des Landes Nordrhein-Westfalen sowie vom 22. Januar 2021 bis zum 31. Januar 2022 Bundesvorsitzender der CDU und Kanzlerkandidat der Union für die Bundestagswahl 2021. Unter seiner Führung erreichten CDU und CSU mit insgesamt 24,1 % ihr schlechtestes Wahlergebnis bei einer Bundestagswahl und stellten in der Legislaturperiode 2021–2025 zum ersten Mal seit 2005 nicht die stärkste Fraktion im Deutschen Bundestag.
Laschet wurde über die nordrhein-westfälische Landesliste der CDU in den Bundestag gewählt, dem er bereits von 1994 bis 1998 angehört hatte, seit Januar 2022 amtiert er zudem als Vizepräsident der Parlamentarischen Versammlung des Europarates. Seit Mai 2025 ist er Vorsitzender des Auswärtigen Ausschusses.
Aus der Landtagswahl in Nordrhein-Westfalen 2017 ging die CDU unter Laschet als stärkste Partei hervor, woraufhin er von einer schwarz-gelben Landesregierung (Kabinett Laschet) als Ministerpräsident gewählt wurde, die er bis 2021 führte. Zuvor war Laschet von 2005 bis 2010 bereits im Kabinett Rüttgers der Integrations- und Familienminister des Landes, den CDU-Landesverband führte er von 2012 bis 2021. Von 1999 bis 2005 war Laschet Mitglied des Europäischen Parlaments.

## Leben
Laschet wuchs mit drei jüngeren Brüdern in einer römisch-katholisch geprägten Mittelschichtsfamilie im Aachener Stadtteil Burtscheid auf. Seine Mutter Marcella Laschet (geb. Frings, * 4. April 1933, † 28. April 2013) war Hausfrau, sein Vater Heinrich („Heinz“) Laschet (* 27. Februar 1934, † 24. Mai 2025) Steiger auf der Grube Anna des Eschweiler Bergwerks-Vereins in Alsdorf. Nach einer pädagogischen Umschulung (als „Mikater“) wurde er Leiter einer Aachener Grundschule. Die Familie Laschet stammt aus der heutigen Region Wallonien in Belgien. Sein Großvater Hubert Laschet (1899–1984) zog in den 1920er-Jahren von Hergenrath, einer deutschsprachigen Ortschaft in der ostbelgischen Gemeinde Kelmis, die ab 1815 zu Preußen und bis 1920 völkerrechtlich zu Deutschland gehörte, nach Aachen. Seine Großmutter Hubertina Laschet (geborene Wetzels, 1900–1979) wurde in Aachen geboren. Ihre Eltern waren kurz davor aus Welkenraedt, einer der plattdeutschen Gemeinden Ostbelgiens, dorthin gezogen.

### Ausbildung und Beruf
Als Jugendlicher war Laschet freiwilliger Betreuer in der katholischen Jugendarbeit von St. Michael in Burtscheid. Von 1971 bis 1976 besuchte er das Rhein-Maas-Gymnasium Aachen, wo er das Klassenziel der 9. Klasse nicht erreichte. Da er das Schuljahr wegen seiner Fremdsprachenwahl (Englisch und Latein) an dieser Schule nicht wiederholen konnte, wechselte Laschet zum Schuljahr 1976/77 an das Bischöfliche Pius-Gymnasium Aachen, damals noch eine reine Jungenschule. Dort bestand er 1981 die Abiturprüfungen mit den Leistungskursen Englisch und Geschichte und erwarb somit die allgemeine Hochschulreife. Anschließend studierte Laschet, der aus gesundheitlichen Gründen keinen Wehrdienst leisten musste, Rechts- und Staatswissenschaften in München und Bonn. 1987 bestand er das Erste juristische Staatsexamen. Seine Hochschulausbildung wurde durch ein Stipendium der Konrad-Adenauer-Stiftung gefördert. Während seines Studiums trat er den katholischen Studentenverbindungen KDStV Aenania München und KDStV Ripuaria Bonn bei, beide im Cartellverband der katholischen deutschen Studentenverbindungen.
Von 1987 bis 1988 arbeitete Laschet als journalistischer Volontär beim Radiosender 95.5 Charivari und war anschließend bis 1994 als freier Journalist unter anderem für das Bayerische Fernsehen und andere bayerische Rundfunksender tätig. 1988 war Laschet als Redenschreiber im Team von Bundestagspräsident Philipp Jenninger (CDU) tätig, bis dieser wegen seiner Gedenkrede zu den Novemberpogromen 1938 zurücktreten musste. Laschet schrieb im Anschluss ein Buch, in dem er Jenninger verteidigte. Außerdem wurde er wissenschaftlicher Berater der damaligen Präsidentin des Deutschen Bundestages, Rita Süssmuth. Von 1991 bis 1994 leitete er auf Vorschlag seines im Bistum Aachen einflussreichen Schwiegervaters Heinz Malangré als Chefredakteur die KirchenZeitung Aachen. Von 1995 bis 1999 war Laschet Verlagsleiter des katholischen Einhard-Verlags, dessen geschäftsführender Gesellschafter sein Schwiegervater war.

### Lehrtätigkeit
Von 1999 bis 2015 hatte Laschet einen Lehrauftrag an der Rheinisch-Westfälischen Technischen Hochschule Aachen (RWTH Aachen), den er zurückgab, nachdem von ihm zu korrigierende Klausuren im Masterfach Politikwissenschaft „auf dem Postweg abhandengekommen“ sein sollen und er die Noten anhand seiner Aufzeichnungen „rekonstruiert“ hatte. Dieses Vorgehen war unter anderem dadurch aufgefallen, dass einige Studenten eine Benotung erhielten, obwohl sie an der Klausur nicht teilgenommen hatten. Die Hochschule zog die Konsequenz, ihn künftig Lehrveranstaltungen nur noch in Form von Zusatzkursen ohne Prüfungsleistung anbieten zu lassen. Laschet gab in der Folge seine 15-jährige Lehrtätigkeit auf. Im Vorfeld der Bundestagswahl 2021 berichteten mehrere Medien darüber, dass er diese Lehrtätigkeit in seinem offiziellen Lebenslauf nicht angegeben hatte. Seit 2024 ist Armin Laschet Lehrbeauftragter am Geschwister-Scholl-Institut für Politikwissenschaft der Universität München. Für das Wintersemester 2024/25 übernahm Laschet die Gastprofessur für Politikmanagement der Stiftung Mercator an der NRW School of Governance der Universität Duisburg-Essen.

### Privates

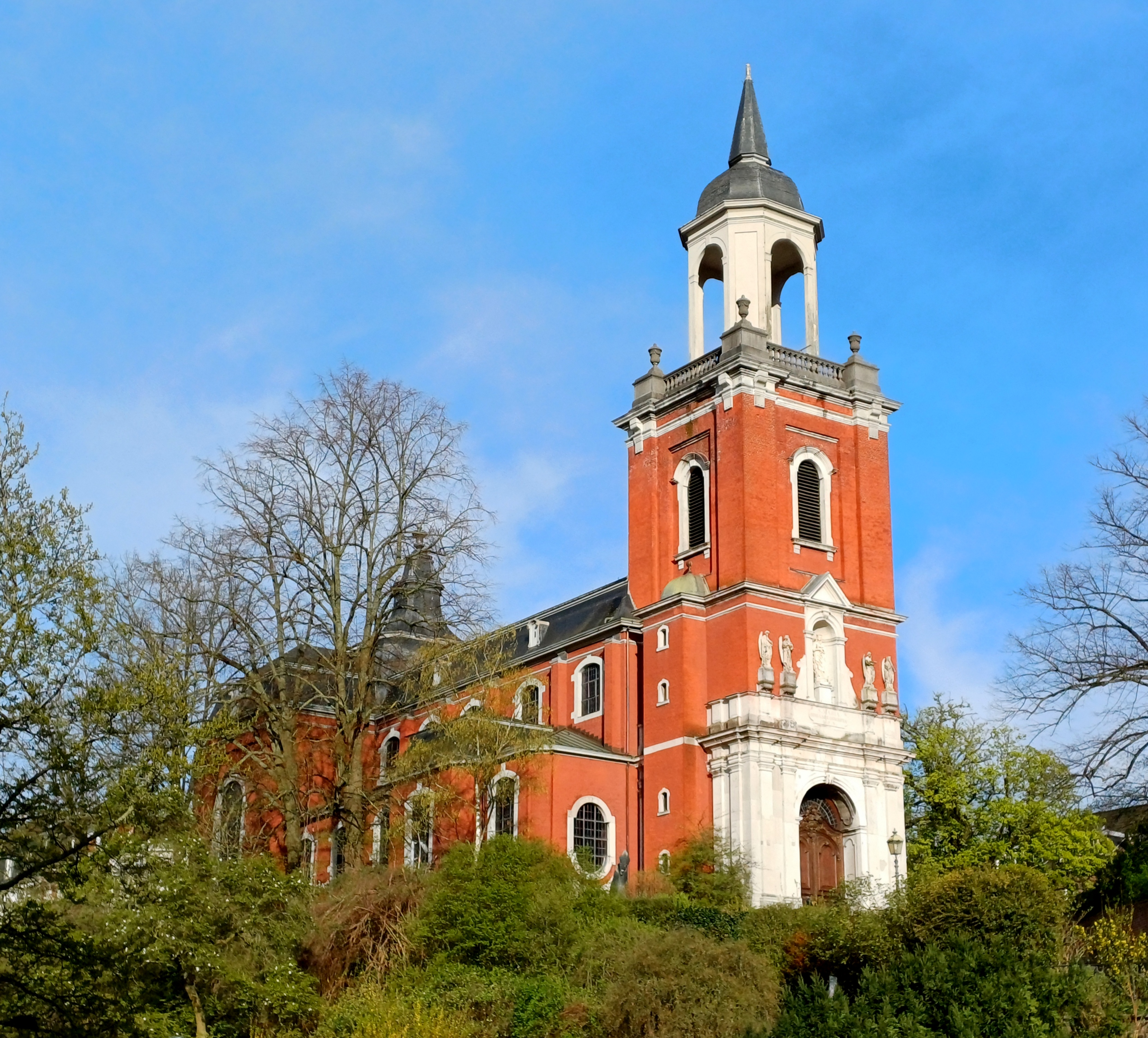
St. Michael in Aachen-Burtscheid, Heimatkirche von Laschet

Laschet lernte seine spätere Ehefrau Susanne Laschet (geb. Malangré, * 1962) schon im Grundschulalter in einem Burtscheider Kinder- und Jugendchor kennen. Ihr Vater Heinz Malangré, ein Bruder des Aachener Oberbürgermeisters und Opus-Dei-Mitglieds Kurt Malangré, leitete den Chor. Wie Laschets Familie stammen die Malangrés ursprünglich aus Wallonien, allerdings aus dem französischsprachigen Teil. Die beiden heirateten 1985. Sie leben bis heute im Aachener Stadtteil Burtscheid und haben drei erwachsene Kinder, zwei Söhne und eine Tochter. Von diesen hat Johannes „Joe“ Laschet eine überregionale Bekanntheit als Influencer für Mode erreicht, vermeidet aber politische Stellungnahmen.
Laschet ist praktizierender Katholik und seit seiner Taufe 1961 Pfarrmitglied der Gemeinde St. Michael in Aachen-Burtscheid, wo er bis 1977 Ministrant war und 1985 seine Frau Susanne heiratete. Nach seinem Schulwechsel wurde er wie zahlreiche andere Schüler des Pius-Gymnasiums, darunter auch sein Bruder Remo, vom Religionslehrer der Schule, dem damaligen Aachener Domvikar Hans-Günther Vienken, als Dommessdiener gewonnen und leistete Altardienst im Aachener Dom in der direkten Umgebung von Bischof Klaus Hemmerle. Über seinen katholischen Glauben stellte Laschet fest, die Familie sei „rheinisch-katholisch“. Er hat seit der Jugend enge Kontakte und Beziehungen innerhalb der katholischen Kirche in Westdeutschland, insbesondere in den Bistümern Aachen und Köln. Sein engster persönlicher Berater und Chef der nordrhein-westfälischen Staatskanzlei, Nathanael Liminski, gilt als bestens vernetzt in konservativen katholischen Kreisen.

### Skurriles
Die optische Ähnlichkeit Laschets mit Boris Pistorius (keine Verwandtschaft) sorgt öfter für Verwirrung. Die beiden Politiker nehmen dies aber mit Humor.

## Politik

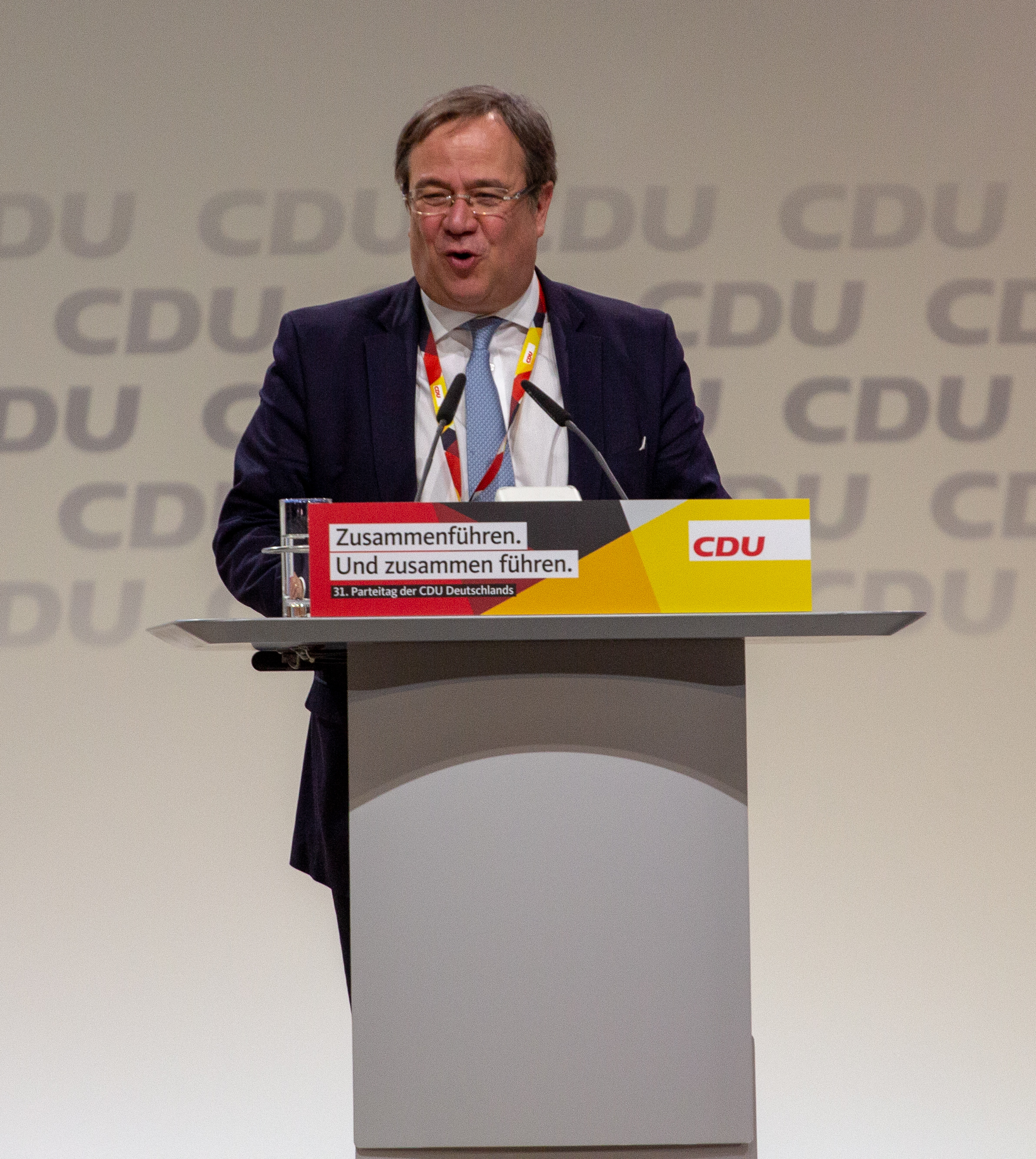
Laschet auf dem 31. Parteitag der CDU in Hamburg (2018)

### Mandate

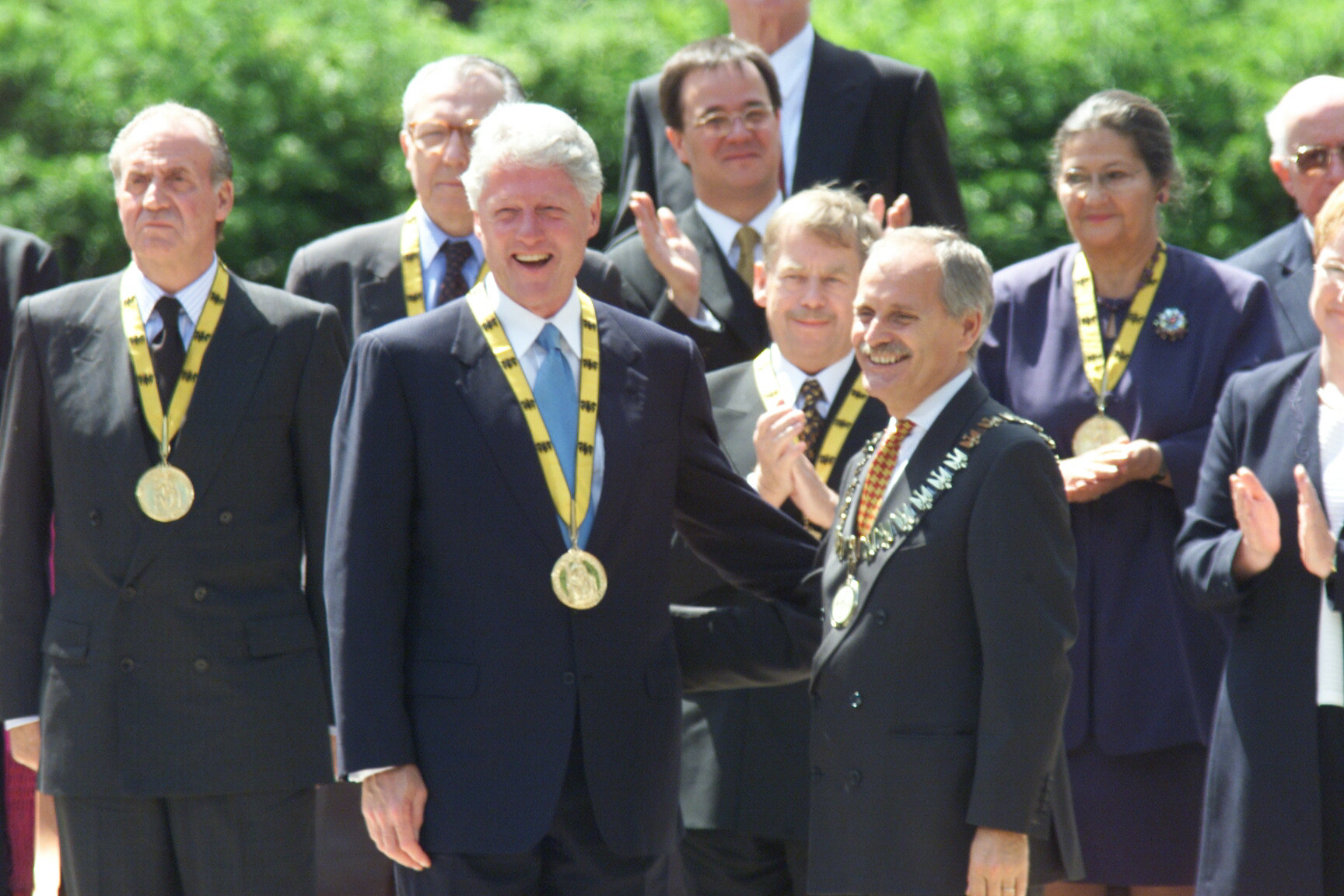
Laschet bei der Verleihung des Karlspreises an Bill Clinton (hintere Reihe, Mitte; 2000)

1989 zog Laschet, der als 18-Jähriger 1979 in die CDU eingetreten war, als jüngster Ratsherr für die CDU in den Aachener Stadtrat ein, dessen Mitglied er bis 2004 blieb.
Bei der Bundestagswahl 1994 gewann er das Direktmandat für den Wahlkreis Aachen-Stadt, das er 1998 wieder verlor.
1999 wurde er zum Europaabgeordneten gewählt. Er war bis 2005 Mitglied des Europäischen Parlaments, in dem er vor allem in der Außen- und Sicherheitspolitik, der internationalen Zusammenarbeit sowie der Haushaltspolitik engagiert war.

### Minister in Nordrhein-Westfalen
Am 24. Juni 2005 wurde Laschet im Kabinett Rüttgers zum Minister für das neue Ministerium für Generationen, Familie, Frauen und Integration ernannt. Laschet vertrat eine integrative Politik der Bildungs- und Chancenförderung, Deutschland brauche Einwanderung und müsse zu einer „Republik der Aufsteiger“ auch für jene 38 Prozent der Kinder unter sechs Jahren werden, die eine Zuwanderungsgeschichte hätten. Ab dem 8. März 2010 nahm er zugleich kommissarisch die Geschäfte des Ministers für Bundesangelegenheiten, Europa und Medien des Landes Nordrhein-Westfalen wahr. Seine Amtszeit endete gemeinsam mit dem Kabinett Rüttgers am 14. Juli 2010.
Wenige Tage vor der Bundestagswahl 2009 veröffentlichte Laschet das Sachbuch Die Aufsteigerrepublik: Zuwanderung als Chance, für dessen inhaltliche Gestaltung er Unterstützung von Mitarbeitern des Ministeriums in Anspruch genommen hatte. Das Honorar spendete er an einen Jugendhilfe-Verein, setzte die Spende jedoch privat steuerlich ab, ohne das Honorar als Einnahme anzugeben. Dies wurde in mehreren Medien als widersprüchlich kritisiert, zumal Laschet betonte, bei dem Buch habe es sich um eine „Diensttätigkeit“ in öffentlicher Amtswahrnehmung gehandelt. Die ausstehenden Steuern wurden nachgezahlt.
Von 2005 bis 2010 war er als Landesminister stellvertretendes Mitglied des Bundesrates, von 2017 bis 2021 gehörte er diesem Gremium erneut an.

### Vorsitzender des CDU-Landesverbandes Nordrhein-Westfalen
Nach seiner Niederlage bei der Landtagswahl 2010 trat der bisherige Amtsinhaber Jürgen Rüttgers auch als Vorsitzender des CDU-Landesverbandes Nordrhein-Westfalen zurück. Laschet bewarb sich neben Norbert Röttgen für die Nachfolge. Bei einer Mitgliederbefragung im Oktober 2010 mit einer Wahlbeteiligung von 52,8 % der etwa 158.000 CDU-Mitglieder wurde – per Briefwahl oder Stimmabgabe in einem der 139 Wahllokale – Röttgen mit 54,8 % gewählt. Nachdem dieser als Spitzenkandidat die Landtagswahl in Nordrhein-Westfalen 2012 verloren hatte und daraufhin zurückgetreten war, wählte ein CDU-Sonderparteitag Laschet am 30. Juni 2012 mit 77 % der Delegiertenstimmen zum neuen Vorsitzenden der CDU Nordrhein-Westfalen.
Unabhängig vom Ausgang der Bundestagswahl 2021 kündigte Laschet als CDU-Kanzlerkandidat an, nach Berlin zu wechseln. Am 5. Oktober 2021 unterbreitete er dem CDU-Landesvorstand einen Personalvorschlag für seine Nachfolge und empfahl Hendrik Wüst als seinen Nachfolger. Am 23. Oktober 2021 wurde Wüst schließlich in der Nachfolge Laschets zum Landesvorsitzenden der NRW-CDU gewählt.

### Mitglied des Landtags Nordrhein-Westfalen

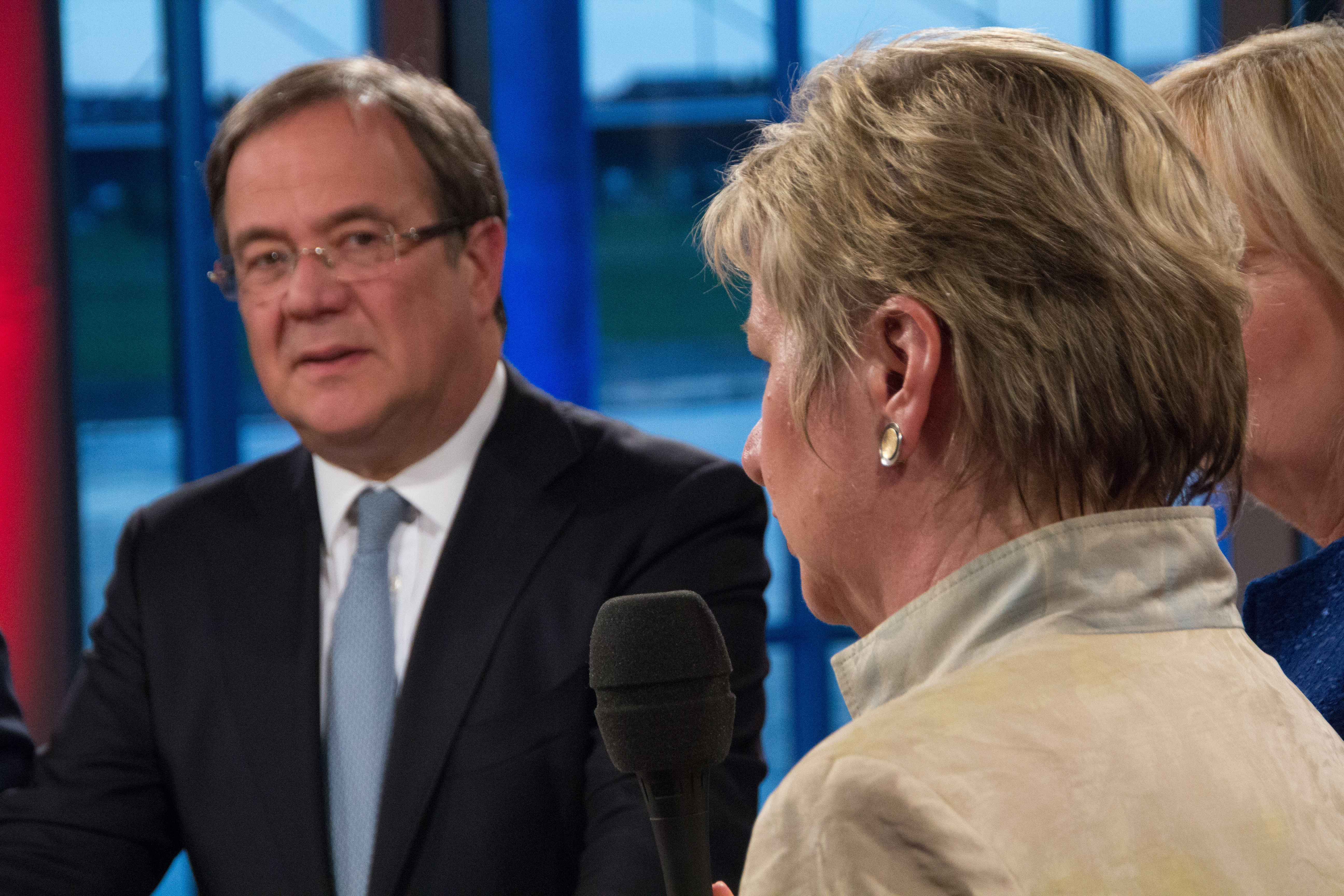
Laschet am Wahlabend der Landtagswahl in Nordrhein-Westfalen am 14. Mai 2017 in Düsseldorf

Bei der Landtagswahl in Nordrhein-Westfalen am 9. Mai 2010 wurde er zum ersten Mal in den Landtag Nordrhein-Westfalen gewählt. Er war von 2010 bis 2012 dort Parlamentarischer Geschäftsführer der CDU-Landtagsfraktion. Bei der vorgezogenen Landtagswahl in Nordrhein-Westfalen am 13. Mai 2012 zog Laschet über die Landesliste (Platz 5) erneut in den Landtag ein. Am 18. Dezember 2013 wählte die CDU-Landtagsfraktion ihn mit 64 Stimmen zu ihrem Vorsitzenden und damit zum Oppositionsführer. Bei der Landtagswahl in Nordrhein-Westfalen am 14. Mai 2017 gewann er das Direktmandat für den Wahlkreis Aachen II.
Armin Laschet hatte im Vorfeld der Bundestagswahl 2021 erklärt, er gehe „ohne Rückfahrkarte“ nach Berlin – auch, wenn er nicht Kanzler werde. Sein NRW-Landtagsmandat gab Laschet am 27. Oktober 2021 ab. Für ihn rückte Rainer Spiecker in den Landtag nach.

### Ministerpräsident von Nordrhein-Westfalen
Laschet wurde am 27. Juni 2017 mit den Stimmen einer schwarz-gelben Koalition von CDU und FDP im ersten Wahlgang mit der absoluten Mehrheit (100 von insgesamt 199 Abgeordnetenstimmen) im nordrhein-westfälischen Landtag zum elften Ministerpräsidenten von NRW gewählt. Laschets Regierungsstil als Ministerpräsident wurde vom Spiegel im Juni 2021 als moderierend-zurückhaltend beschrieben. Er gebe als Regierungschef auch den Ministern seiner Koalitionsregierung Möglichkeiten, sich zu profilieren und ihre Leistungen öffentlichkeitswirksam darzustellen.
Im Zuge seines Wechsels in die Bundespolitik schlug Laschet den damaligen NRW-Verkehrsminister Hendrik Wüst als seinen Nachfolger vor. Da die NRW-Verfassung es Regierungsmitgliedern verbietet, gleichzeitig Mitglied des Bundestages zu sein, legte Laschet sein Amt am 25. Oktober 2021 nieder und blieb einen Tag lang – bis zur konstituierenden Sitzung des 20. Deutschen Bundestages – geschäftsführend im Amt.

### Bundesvorsitzender der CDU
2008 wurde er in den CDU-Bundesvorstand gewählt und war von 2012 bis 2021 einer von fünf stellvertretenden Vorsitzenden der CDU.
Nachdem am 10. Februar 2020 Annegret Kramp-Karrenbauer angekündigt hatte, 2020 den CDU-Parteivorsitz niederzulegen und nicht als Kanzlerkandidatin zur Bundestagswahl 2021 anzutreten, gab Laschet am 25. Februar 2020 vor der Bundespressekonferenz bekannt, sich für das Amt des CDU-Bundesvorsitzenden zu bewerben mit Jens Spahn als Vizevorsitzendem. Er trat damit gegen Friedrich Merz und Norbert Röttgen an. Die wegen der COVID-19-Pandemie verschobene Wahl fand auf dem 33. Parteitag der CDU Deutschlands am 16. Januar 2021 statt. In einem Online-Voting der Delegierten konnte er im zweiten Wahlgang 53 % der Stimmen auf sich vereinen. In der folgenden, nach dem Parteiengesetz erforderlichen Briefwahl trat er als einziger Kandidat an und wurde mit 83 % der abgegebenen gültigen Stimmen zum neuen Parteivorsitzenden der CDU gewählt.
Nach der verlorenen Bundestagswahl 2021 machte Armin Laschet den Weg für eine neue CDU-Führung frei. Eine Neuaufstellung an der CDU-Spitze sei nötig. Hierfür müsse man auch „unkonventionelle Wege gehen“. In einer Mitgliederbefragung votierte eine deutliche absolute Mehrheit für Friedrich Merz als künftigen CDU-Vorsitzenden.
Noch in die Amtszeit Laschets fiel eine Empfehlung der Präsidien von CDU und CSU zur Wiederwahl von Frank-Walter Steinmeier (SPD) bei der Wahl des Bundespräsidenten am 13. Februar 2022 in der Bundesversammlung. Laschet begründete dies am 5. Januar 2022 damit, dass Steinmeier in einer Zeit der gesellschaftlichen Fliehkräfte gerade in der Debatte über Corona eine glaubwürdige Stimme an der Spitze des Staates sei, die zusammenführe und unterschiedliche Sichtweisen zusammenbringe.
Mit der Wahl von Friedrich Merz zu seinem Nachfolger endete seine Amtszeit als Bundesvorsitzender der CDU am 22. Januar 2022 im Berliner Konrad-Adenauer-Haus.

### CDU-Kanzlerkandidat 2021

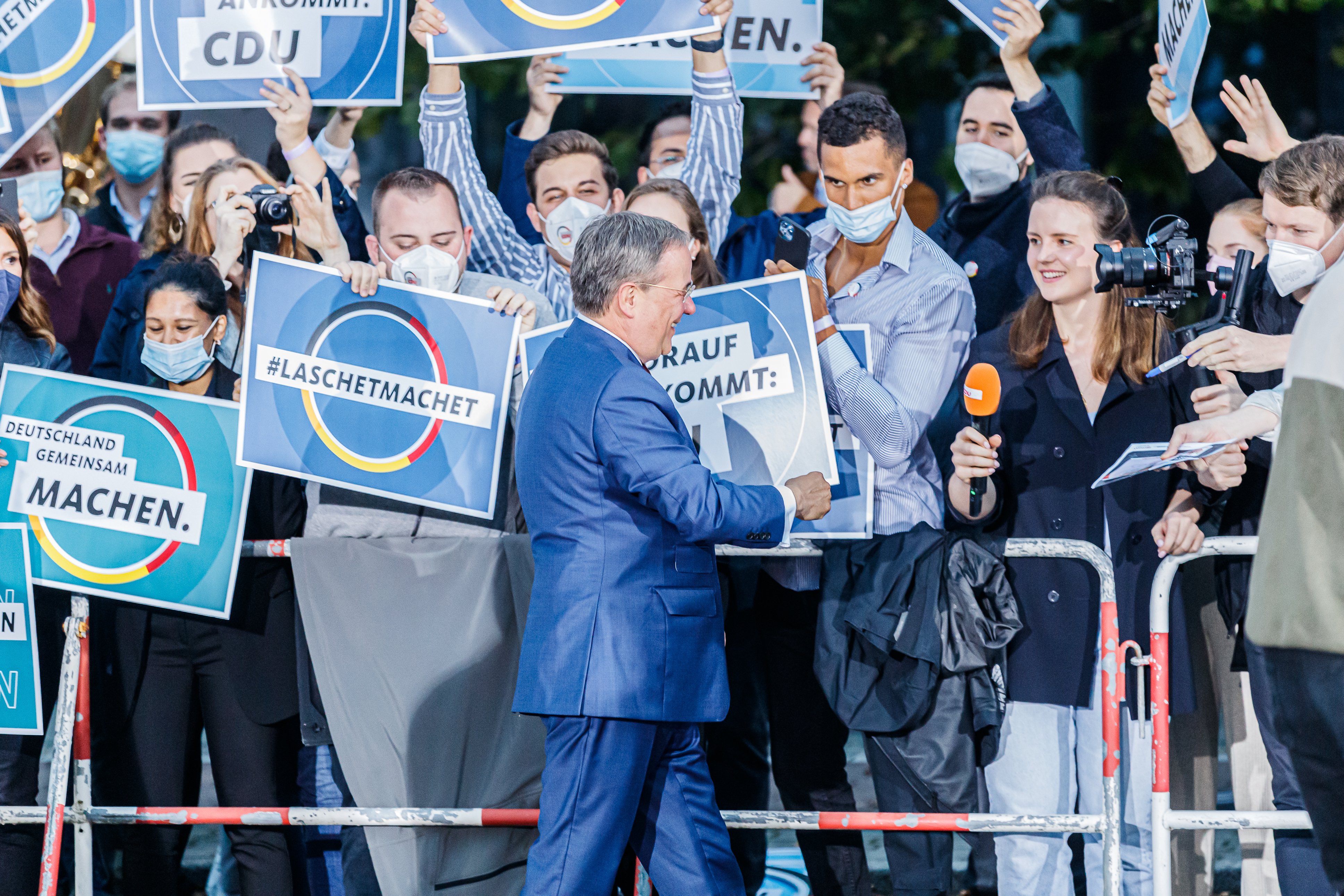
Armin Laschet begrüßt am 12. September 2021 in Berlin Anhänger der Jungen Union vor dem TV-Studio

Am 11. April 2021 erklärten sowohl Laschet als auch der bayerische Ministerpräsident und CSU-Vorsitzende Markus Söder ihre Bereitschaft, als Kanzlerkandidat der Union für die Bundestagswahl 2021 anzutreten. Der CDU-Bundesvorstand sprach sich am Abend des 19. April in einer geheimen Abstimmung mehrheitlich für Laschet als Kanzlerkandidaten aus. Söder verzichtete am 20. April auf seine Kandidatur, womit Laschet als Kanzlerkandidat der Union (CDU und CSU) nominiert war. Bis dahin war Laschets Nominierung in der Union umstritten, weil er nach Meinungsumfragen deutlich schlechtere Erfolgsaussichten zu haben schien als Söder. Laschet wies auf seine ähnliche Umfrage-Ausgangssituation zur Zeit des NRW-Landtagswahlkampfes 2017 hin: Die seinerzeit amtierende SPD-Ministerpräsidentin Hannelore Kraft hatte in Umfragen geführt, doch Laschet und die CDU NRW gewannen die Wahl.
Auf dem Landesparteitag der CDU Rheinland-Pfalz im Mai 2021 rief Laschet dazu auf, sich im Wahlkampf vor allem auf die Grünen als politischen Gegner zu fokussieren. Das Ziel müsse sein, eine Mehrheit für Rot-Rot-Grün zu verhindern.
Anders als die beiden anderen Kanzlerkandidaten Annalena Baerbock und Olaf Scholz  trat Laschet nicht im Bundestagswahlkreis seines Wohnortes (87 Aachen I) als Kandidat für ein Direktmandat an. Er sagte zur Begründung, er wolle dem bisherigen CDU-Kandidaten des Wahlkreises, Rudolf Henke, nicht sein Bundestagsmandat wegnehmen.
Ab Juni 2021 äußerten mehrere Plagiatsprüfer wie z. B. Martin Heidingsfelder über das Buch Laschets Die Aufsteigerrepublik. Zuwanderung als Chance (2009), sie hätten mehrere plagiierte Textstellen gefunden, unter anderem aus der Wikipedia. Laschet bat dafür um Entschuldigung und sagte, er wolle das Buch auf weitere derartige Mängel prüfen lassen.
Der sogenannte „Laschet-Lacher“ vom 17. Juli 2021 während der Rede des Bundespräsidenten Frank-Walter Steinmeier im Flutgebiet in Nordrhein-Westfalen beeinflusste den Wahlkampf erheblich. Anschließend brachen die Umfragewerte der CDU/CSU zur Bundestagswahl ein.
Zur Stimmabgabe Laschets am 26. September 2021 in seinem eigenen Bundestags-Wahlkreis Aachen lud die Pressestelle der Staatskanzlei Düsseldorf interessierte Medienvertreter zum Fototermin im Wahllokal in der katholischen Grundschule Am Römerhof ein. Aufgrund falsch gefalteter Stimmzettel waren auf Fotos, welche anschließend von mehreren Medien verbreitet wurden, die abgegebenen Stimmen von Laschet und seiner Frau zu erkennen. Für die Gültigkeit der Stimmabgabe hatte dies keine Folgen. Eine 2022 von der Organisation HateAid veröffentlichte Studie ermittelte, dass Laschet unter den Kanzlerkandidaten am stärksten Hassrede auf Twitter ausgesetzt war.

### Mitglied des Deutschen Bundestages (seit 2021)
Armin Laschet zog nach der Bundestagswahl 2021 über die nordrhein-westfälische Landesliste der CDU in den Bundestag ein. Im 20. Deutschen Bundestag hatte Laschet den Vorsitz über den Unterausschuss Abrüstung, Rüstungskontrolle und Nichtverbreitung inne und war Ordentliches Mitglied im Auswärtigen Ausschuss. Zudem war er Ordentliches Mitglied in der Parlamentarischen Versammlung des Europarates (Stellv. Delegationsleiter) und Deutsch-Französischen Parlamentarischen Versammlung (Mitglied des Vorstandes).
Für die Bundestagswahl 2025 wurde er als Direktkandidat der CDU im Wahlkreis 086 Aachen I nominiert. Dieses Direktmandat konnte er auch mit 32,3 Prozent der abgegebenen Stimmen gewinnen. Im 21. Deutschen Bundestag ist er Vorsitzender und ordentliches Mitglied des Auswärtigen Ausschusses.

### Weitere Ämter
Vom 1. Januar 2019 bis zum 31. Dezember 2021 war Laschet Bevollmächtigter der Bundesrepublik Deutschland für kulturelle Angelegenheiten im Rahmen des Vertrags über die deutsch-französische Zusammenarbeit. Laschet ist Mitglied der Europäischen Akademie der Wissenschaften und Künste. Von 1996 bis 2009 war er Mitglied des Vorstands und ist seitdem Mitglied des Präsidiums der Deutschen Gesellschaft für die Vereinten Nationen (DGVN).
Von 2014 bis 2016 war er Mitglied im Verwaltungsrat von missio Aachen und seit 2017 ist er Stiftungsbotschafter der Stiftung pro missio. Bis 2016 war er Mitglied der Vollversammlung des Zentralkomitees der deutschen Katholiken (ZdK). Außerdem war er Mitglied des Kuratoriums der Adalbert-Stiftung.
Am 24. Januar 2022 wählten die Abgeordneten aus den 47 Mitgliedstaaten der Institution Laschet zum neuen Vizepräsidenten der Parlamentarischen Versammlung des Europarates.
Im September 2022 wurde Laschet als Nachfolger des auf eigenen Wunsch ausgetretenen Mitglieds Dieter Philipp in das Direktorium des Internationalen Karlspreises zu Aachen gewählt.
Ende November 2022 wurde mitgeteilt, dass Laschet das Amt des Vorsitzenden des Kuratoriums der RAG-Stiftung übernimmt. Die Stiftung kümmert sich um die Finanzierung der sogenannten Ewigkeitslasten, die nach dem Ausstieg aus dem deutschen Steinkohlenbergbau anfallen.
Armin Laschet ist Mitglied der überparteilichen Europa-Union Deutschland, die sich für ein föderales Europa und den europäischen Einigungsprozess einsetzt.
Im Oktober 2024 wurde Laschet zum Vorsitzenden des Strategic Advisory Counsel des Europäischen Forums Alpbach ernannt.

### Trivia
2018 wurde Laschet Ehrensenator im Kölner Karneval. Er hatte 2020 im Ersten einen Cameo-Auftritt im Tatort: Das Team, der 1115. Folge der Fernsehreihe Tatort. Er spielte dabei sich selbst.
Seit dem 8. Juni 2020 wird Laschet gemeinsam mit Karl Lauterbach in der Radio-Comedy Laschi und Lauti auf WDR 2 persifliert. Die Texte werden von Tobias Brodowy (Laschi) und Uli Winters (Lauti) geschrieben und gesprochen. Das Format blieb von den realen Personen unberührt, wurde jedoch ab Januar 2022 als Die Ampel-WG bezeichnet – in Anlehnung an die regierende Ampel-Koalition.

## Politische Positionen

### Räumung der Baumhäuser im Hambacher Forst

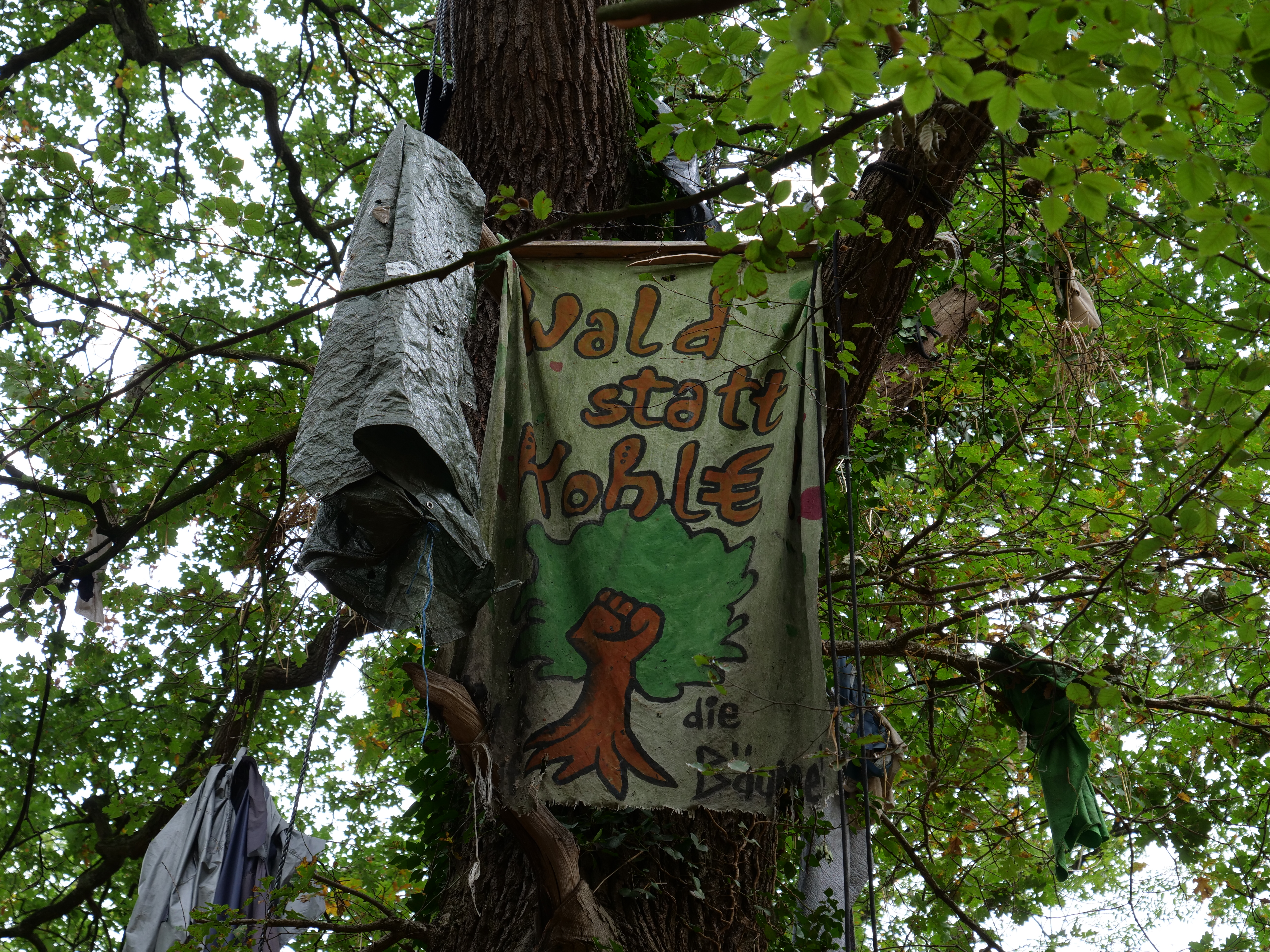
„Oaktown“-Baumhäuser nach der Räumung

Die NRW-Landesregierung unter Ministerpräsident Armin Laschet (CDU) hat die Stadt Kerpen und den Kreis Düren 2018 angewiesen, die Baumhäuser im Hambacher Forst zu räumen. In einem im September 2019 kurzzeitig in der WDR-Mediathek abrufbaren und dann gelöschten Beitrag äußerte Armin Laschet, dass er 2018 einen „Vorwand“ – und zwar Brandschutz-Vorschriften – für die umstrittene Räumung des von Aktivisten besetzten Waldes gebraucht habe. Das Verwaltungsgericht Köln erklärte die Räumung später für rechtswidrig. Allerdings ist das Urteil noch nicht rechtskräftig. Am 12. September 2021 verkündete Armin Laschet, dass er das Urteil vom OVG überprüfen lassen wolle.

### Agieren während der Corona-Pandemie
Laschet vertrat 2020 die Ansicht, man müsse bei den beschränkenden Maßnahmen nicht nur den Lebensschutz, sondern auch die Kosten im Gesundheitssystem und die wirtschaftliche Entwicklung berücksichtigen. Der Sprachwissenschaftler Friedemann Vogel hält es für wahrscheinlich, dass Laschet versucht habe, durch ein Ignorieren von Expertenmeinungen mediale Aufmerksamkeit als „Tabubrecher“ zu erlangen und sich gegenüber seinen Mitbewerbern für die Kanzlerkandidatur der CDU zu profilieren.
Am 30. März 2020 wollte Laschet ein Epidemie-Gesetz mit weitreichenden Durchgriffs- und Sonderrechten im Eilverfahren durchsetzen. Im Gesetzentwurf wurde unter anderem die Zwangsrekrutierung von Ärzten in Nordrhein-Westfalen gefordert, gegen die sich die Ärzteschaft vehement wehrte.
Nachdem sich Laschet im Frühjahr 2020 für Lockerungen der beschränkenden Maßnahmen eingesetzt hatte, wurde er im Herbst/Winter 2020/2021 bedeutend vorsichtiger und befürwortete Einschränkungen. Im Februar 2021 trat Laschet dann wieder für Lockerungen ein und betonte, seine Entscheidungen nicht allein von Virologen abhängig zu machen. Im April 2021 schwenkte er erneut um, mit dem Vorschlag eines „Brücken-Lockdowns“ für die Zeitdauer, „bis ein Großteil der Bevölkerung geimpft ist“.

### Maskenaffäre
Im April 2020 kaufte die Landesregierung zur Eindämmung der COVID-19-Pandemie ohne vorherige Ausschreibung Schutzausrüstung vom Textilunternehmen Van Laack. Die Landesregierung erteilte einen Auftrag über 38,5 Millionen Euro. Zwei weitere Aufträge über jeweils 1,25 Millionen Masken für insgesamt vier Millionen Euro durch die Polizei Nordrhein-Westfalens folgten. Im Dezember 2020 wurde kritisiert, dass Laschets Sohn Johannes Laschet, der für Van Laack als Influencer arbeitet, den Kontakt zur Landesregierung hergestellt hatte. Laschet verteidigte das Vorgehen mit der damaligen Notsituation: „Wir haben uns die Hände wund telefoniert“ auf der Suche nach fehlenden Masken, Handschuhen, Schutzanzügen. Eine nachträgliche Umdeutung sei „unanständig“. Weder sein Sohn noch er selbst hätten Honorare für die Kontaktvermittlung erhalten.
Zuvor hatte Laschet auf einer Online-Veranstaltung des Handelsblatts Kritik an Georg Nüßlein und Nikolas Löbel geübt und geäußert, dass er sich eine so niedrige moralische Hemmschwelle nicht habe vorstellen können. „Ich kann aber ausschließen, dass die CDU Deutschlands, dass die Führung, dass 400.000 Mitglieder irgendetwas mit diesen krummen Wegen von einigen Kollegen zu tun haben“, sagte Laschet laut dpa.
Nachdem zunächst der zweite Vertrag über die Lieferung von Masken an die Polizei NRW aufgrund der Beschwerde eines Wettbewerbers rückabgewickelt werden sollte, erhielt im Mai 2021 van Laack erneut den Zuschlag, nun zu einem Preis in Höhe von 0,49 Euro statt 1,30 Euro pro Stück. Bei den Masken handelte es sich nicht um solche des Standards FFP2, sondern um Stoffmasken. Der SPD-Landtagsabgeordnete Christian Dahm kritisierte die Bestellmenge von umgerechnet 31 Masken pro Polizeibeamten zudem als bedarfsinadäquat.

### Europapolitik
Laschet will die Europäische Union bei Themen wie der Bekämpfung des internationalen Terrorismus und der organisierten Kriminalität sowie der Energiepolitik stärken. Er fordert die Direktwahl des Präsidenten der Europäischen Kommission durch die europäischen Wähler.
Während der Eurokrise setzte sich Laschet für eine „offene Diskussion“ über eine umfassende Lösung der Schuldenkrise ein, wobei Eurobonds einen Baustein darstellen könnten. Er argumentierte, dass ein Austritt Griechenlands aus der Eurozone unerwünschte Umwälzungen in Südeuropa auslösen könnte: „(Ein Austritt) könnte zu Instabilität in einem NATO-Mitgliedstaat führen. Russland steht mit Milliarden bereit, um Griechenland in einem solchen Szenario zu helfen.“ Im Oktober 2011 unterzeichnete er einen offenen Brief von George Soros, worin eine stärkere Rolle der Europäischen Union zur Lösung der Eurokrise gefordert wurde.
Allein 2020 traf Laschet dreimal mit dem französischen Präsidenten Emmanuel Macron zusammen. So wurden Jens Spahn und Armin Laschet eingeladen, an den Feierlichkeiten zum Nationalfeiertag 2020 in Paris teilzunehmen, als Zeichen der Dankbarkeit, dass französische Intensivpatienten während der COVID-19-Pandemie Anfang 2020 schnell und unbürokratisch in deutschen Kliniken behandelt wurden. Außerdem empfing Macron Laschet im Élysée-Palast. Laschet unterstützt Macrons Reformvorschläge für die Eurozone.

### Integrationspolitik
Laschet äußerte Verständnis dafür, dass sich Christen und Muslime zu Gehör bringen, wenn sie ihren Glauben etwa durch Witze verletzt sehen, jedoch „müsse dem organisierten Missbrauch solcher Gefühle zu politischen Zwecken gewehrt werden“. Weiterhin sprach er sich für ein Kopftuchverbot für Lehrkräfte aus.
Um die Integration von Zuwandererfamilien zu verbessern, forderte Laschet 2006 als Integrationsminister in NRW, bessere Chancen bei der Bildung herzustellen und die Sprachfähigkeiten zu fördern. Dazu sollten staatliche Mittel bereitgestellt werden. Er bezeichnete Bildung und Sprache als den „Schlüssel der Integration“.

### Familien- und Bildungspolitik
Als Familienminister war Laschet 2006 daran beteiligt, Kindertagesstätten in Nordrhein-Westfalen zu Familienzentren umzuwandeln, die neben der Kinderbetreuung auch den wachsenden Bedarf der Eltern an Beratung und Unterstützung bei der Wahrnehmung ihrer Bildungs- und Erziehungsaufgaben erfüllen, und Angebote zur Gesundheitsvorsorge, Sprachförderung und Freizeitgestaltung anbieten. Laschet äußerte, dass „die Familienzentren zu ‚Leitstellen‘ für soziale Gestaltungsprozesse im Stadtteil werden sollen“, und es Ziel sei, „mit der Bündelung der vorhandenen Angebote die Möglichkeiten präventiven Handelns (zu) verbessern, und auch Familien aus sozial benachteiligten und bildungsfernen Schichten zu erreichen und ihnen die Angebote leichter zugänglich zu machen.“
2018 wurde von der Landesregierung Nordrhein-Westfalens als eine der bildungsfördernden Maßnahmen beschlossen, in Stadtvierteln mit großen sozialen Herausforderungen 60 sogenannte „Talentschulen“ aus 45 allgemeinbildenden Schulen und 15 Berufsschulen zu gründen, die 20 Prozent mehr Lehrerstellen und eine bessere Sachausstattung bekommen.
Laschet lehnte vor deren Einführung im Juli 2017 die Gleichstellung der gleichgeschlechtlichen mit der konventionellen Ehe ab. In einem Interview im Mai 2021 betonte er jedoch, dass die CDU sexuelle Minderheiten akzeptiere. In diesem Zusammenhang äußerte sich Laschet zur Segnung gleichgeschlechtlicher Paare in der römisch-katholischen Kirche zudem mit den Worten „Ich fand das in Ordnung.“

### Arbeitsmarktpolitik
Im Januar 2019 vereinbarte die Landesregierung Nordrhein-Westfalens zusammen mit den Arbeitgeberverbänden, Gewerkschaften, kommunalen Spitzenverbänden, Trägern der Freien Wohlfahrtspflege und der Bundesagentur für Arbeit eine gemeinsame Erklärung zur Umsetzung des sogenannten „Teilhabechancengesetz“, mit dem ab 2019 landesweit 15.000 sozialversicherungspflichtige Stellen für Langzeitarbeitslose entstehen sollten. Im Januar 2020 wurde vom nordrhein-westfälischen Arbeitsminister Karl-Josef Laumann vermeldet, dass „knapp 12.000 der zuvor lange Zeit arbeitslosen Menschen bis heute in den neu geschaffenen Arbeitsverhältnissen tätig seien“. Die Westdeutsche Allgemeine Zeitung schrieb im Januar 2020, dass „das Förderprogramm in seinem ersten Jahr rund 13.000 Menschen in NRW erreicht“ hätte, und „allein im Ruhrgebiet bisher rund 6.000 neue Stellen geschaffen“ worden seien.
Im Mai 2021 äußerte Laschet, dass er bei der Ausgestaltung und Höhe der Regelsätze von Hartz IV keinen Änderungsbedarf sehe (im Gegensatz zu den anderen Bewerbern für das Kanzleramt bei der Bundestagswahl 2021). Er sagte dazu: „[...] sozial gerecht ist nicht Hartz 4 zu erhöhen, sondern jemanden, der in Hartz 4 ist, insbesondere den Kindern, heraus zu helfen, dass sie in Zukunft, im Gegensatz zu ihren Eltern, das vielleicht selbst schaffen.“ 2014 äußerte er sich kritisch dazu, arbeitslosen Zuwanderern aus anderen EU-Staaten Hartz IV auszubezahlen; das Konzept einer „europäischen Sozialunion“ lehnte er ab. Stattdessen dürfe nur derjenige etwas ausbezahlt bekommen, der auch in die Arbeitslosenversicherung einbezahlt habe.
Die 2014 eingeführte Rente mit 63 bezeichnet Laschet auf den Familienunternehmertagen 2021 als Fehler, da diese falsche Anreize setze. Mit steigender Lebenserwartung müsse auch die Lebensarbeitszeit steigen. Ein konkretes Renteneintrittsalter wolle er aber nicht nennen: „Ich würde allerdings nicht heute sagen, es muss 70 sein“, so Laschet.

### Wirtschaftspolitik
Im Januar 2021 stellte Laschet einen „5-Punkte-Plan“ hinsichtlich seiner Wirtschaftspolitik vor. In diesem befürwortet er eine Stärkung der Digitalisierung (Aufbau eines Digitalministeriums und Digitalisierung als Unterrichtsfach), Förderung von Start-ups durch mehr staatliches Wagniskapital, sowie Steuersenkungen für Unternehmen in strukturschwachen Regionen und ein „Belastungsmoratorium“ für Unternehmen, das weitere Steuern und Abgaben verhindern soll. Die Unternehmenssteuern sollten auf maximal 25 Prozent begrenzt werden, so Laschet.
Eine Lockerung bei der Schuldenbremse, wie dies 2021 sein Parteikollege Helge Braun gefordert hatte, lehnt Laschet entschieden ab. Er äußerte dazu: „Die Union war immer die Partei solider öffentlicher Haushalte. [...] Deshalb lehnen wir Steuererhöhungen ab, und deshalb muss die Schuldenbremse erhalten bleiben.“ Er hält die Schuldenbremse für „eine der großen Errungenschaften, die uns jetzt in der Krise das Handeln ermöglicht hat.“

### Energie-, Klima- und Verkehrspolitik
Im September 2012 verfassten Laschet und der FDP-Politiker Christian Lindner gemeinsam einen Gastbeitrag für die Rheinische Post mit der Überschrift „Weg mit der Energie-Planwirtschaft“. Laschet sprach sich 2013 gegen die Infrastrukturabgabe (Pkw-Maut) aus und erklärte: „Die Autofahrer sind heute schon die Melkkuh der Nation. Sie zahlen an Mineral- und Kfz-Steuer mehr, als der Staat für Infrastruktur einsetzt.“
Laschet lehnte 2018 zunächst die von Sigmar Gabriel geplante Abgabe für alte Kohlekraftwerke ab. Im Sommer 2018 unterstützte Laschet den RWE-Chef Rolf Martin Schmitz in seinem Vorhaben, den Hambacher Forst für die Energieversorgung zu roden. Nach einem Urteil des Oberverwaltungsgerichtes Münster vom 5. Oktober 2018 in einem späteren Verfahren wurde die Rodung des Waldes gestoppt, weil RWE nicht nachweisen konnte, dass diese zur Aufrechterhaltung der Stromversorgung notwendig sei. Daraufhin signalisierte Laschet erstmals Gesprächsbereitschaft mit den Kritikern der Braunkohletagebaue. Nach Ansicht der Rheinischen Post wurde Laschet angesichts der guten Ergebnisse der Grünen bei den Europawahlen, der „Fridays-for-Future“-Proteste und der zunehmenden Bürgerproteste ein „Getriebener“ in Sachen Klima- und Artenschutz. Seit Mai 2018 gehört er zu den CDU-Politikern, die den Vorschlag einer CO2-Steuer unterstützen.
Im Frühjahr 2019 äußerte Laschet in der Talkshow Anne Will: „Aus irgendeinem Grund ist das Klimathema – ich glaube auch sehr mit Greta verbunden – zu einem weltweiten Thema geworden.“ Die Historikerin Susanne Götze bewertet dies als einen „fast schon Freudschen Ausrutscher“, der zeige, dass Laschet den Klimaschutz nicht ernst genug nehme und „im Denken des 20. Jahrhunderts feststeckt“, wie viele andere Politiker aus der CDU. Laschets Versuch, heute auf sein klimapolitisches Engagement in den 1990ern im Aachener Stadtrat zu verweisen, sei unglaubwürdig. Laschet befinde sich mit seinem Wahlprogramm zur Bundestagswahl 2021, das auf „unausgereifte Technologien“ vertraue anstatt die Energiewende „beherzt anzupacken“, auf einer „klimapolitische[n] Geisterfahrt“.
Anfang 2021 bewerteten der Klimaforscher Volker Quaschning, die Ökonomin Claudia Kemfert und die Aktivistin Luisa Neubauer sowohl das Klimakonzept von Laschet als auch das seiner Kontrahenten Merz und Röttgen als unzureichend.
Andreas Knie beschreibt Laschet als einen „Mann des Kompromisses“ und vermisst bei ihm die Fähigkeit, „zu gestalten und Prioritäten zu setzen – auch dann, wenn es wehtut“. So setze Laschet sich einerseits für die Kohle ein, sei aber auch für die erneuerbaren Energien. Er möchte Fahrzeuge mit alternativen Antrieben fördern, sei aber auch für den Ausbau von Straßen und die Pendlerpauschale.
Anfang Juli 2021 sprach Laschet sich gegen ein Tempolimit von 130 km/h auf Autobahnen aus. Als Begründung gab er an, dass ein Elektrofahrzeug keine CO2-Emissionen verursachen würde und daher auch schneller als 130 km/h fahren könne. Der WDR wies darauf hin, dass jedoch von den aktuell 48 Millionen in Deutschland zugelassenen Pkw. ca. 309.000 Elektrofahrzeuge seien und dass Strom in Deutschland auch weiterhin aus nicht regenerativen Quellen stamme.
Nach der Flutkatastrophe im Ahrtal im Juli 2021 forderte Laschet mehr Vorsorge gegen Extremwetter. Da ihre Zunahme mit dem Klimawandel verbunden ist, bedeute das, „dass wir bei den Maßnahmen zum Klimaschutz mehr Tempo brauchen.“ Am selben Abend äußerte er aber auch den vielzitierten Satz „Weil jetzt so ein Tag ist, ändert man nicht die Politik“.
In Reaktion auf das „Fit for 55“-Programm der Europäischen Kommission positionierte sich Laschet gegen ein festes Datum für den Verbrenner-Ausstieg. Laschet vertrat die Ansicht, das werde sich ergeben.

### Innenpolitik
Die Regierung Laschet verfolgte in NRW innenpolitisch das weitgehend kritisch aufgenommene Projekt der erstmaligen Fassung eines Versammlungsgesetzes NRW, welches, restriktiver gefasst als das Musterversammlungsgesetz, insbesondere vom Redakteur von Die Kriminalpolizei Hartmut Brenneisen dafür kritisiert wird, dass es einer wünschenswerten Harmonisierung des bereichsspezifischen Rechts entgegenstünde. Kritisch sieht Brenneisen vor allem die Strafnormen von § 27 und § 28 des Entwurfes der Landesregierung, da sie ein erhebliches Einschüchterungspotential beinhalten.
Michelle Winkler vom Komitee für Grundrechte und Demokratie kritisierte das Versammlungsgesetz ebenfalls, da ihrer Meinung nach demokratische Kontrollmechanismen zunehmend ausgehebelt werden. Am 7. Januar 2022 – nach dem Ende von Laschets Amtszeit als Ministerpräsident – trat das Gesetz in Kraft.

### Außenpolitik
Laschet kritisierte 2013 die Unterstützung von Bundesaußenminister Guido Westerwelle für die syrische Opposition im Bürgerkrieg in Syrien: „Es ist absurd, dass in Syrien die gleichen Leute unterstützt werden, die wir in Mali bekämpfen. Es sind die aus Katar und Saudi-Arabien finanzierten Terrorgruppen al-Nusra und al-Qaida, die Scharia-Gerichte einführen und die religiöse Vielfalt Syriens bekämpfen“. Laschet kritisierte auch 2013 die Forderung Westerwelles, nach dem Umsturz in Ägypten 2013 den früheren Präsidenten Mohammed Mursi freizulassen, da gerade Minderheiten und Christen unter Mursi besonders gelitten hätten. Daraufhin wurde Laschet selbst von Teilen der CDU und FDP kritisiert.
Während des Russischen Überfalls auf die Ukraine sprach sich Laschet im März 2024 gegen die Lieferung von Taurus-Marschflugkörpern aus.

### Einstellung zur römisch-katholischen Kirche
Laschet wird zu seiner christlichen Überzeugung und dem daraus entsprungenen naturrechtlichen Gerechtigkeitsverständnis wie folgt zitiert:
„Wir müssen deutlich machen, dass der Markenkern der Christlich Demokratischen Union eben nicht das Konservative ist, sondern dass das christliche Menschenbild über allem steht.“ Gegenüber der römisch-katholischen Kirche vertritt er – ehemaliger Redakteur des Aachener Bistumsblatts und bis 2016 Mitglied der Vollversammlung des Zentralkomitees der deutschen Katholiken (ZdK) – eine zugewandte Haltung. Dem amtierenden Papst Franziskus bescheinigte Laschet, „auch nach innen schwierige Vorhaben“ anzufassen; der Papst sei nicht zögerlich bei Veränderungen und habe außerdem „eine sehr positive Wirkung in der Welt“. „Mein persönlicher Eindruck aus meiner Begegnung mit ihm ist, dass er sehr zugewandt ist, gut vorbereitet und auf Argumente sehr konkret eingeht.“
Laschets Haltung bei der Aufklärung von Fällen sexualisierter Gewalt durch Geistliche ist bislang einerseits von zurückhaltendem Engagement, andererseits von Vertrauen in die Kirche bei der Aufarbeitung geprägt. Für die Berichterstattung der Aachener Kirchenzeitung zur Verurteilung eines Pfarrers wegen sexuellen Missbrauchs Minderjähriger und die Erwähnung der langjährigen Vertuschung des Falls durch seine kirchlichen Vorgesetzten wurde Laschet vom Generalvikar des Bistums, Karlheinz Collas, gemaßregelt: Dieser untersagte der Zeitung die Veröffentlichung kirchenpolitisch wichtiger Meldungen ohne seine Gegenzeichnung. 2019 sah Laschet die katholische Kirche sich „intensiv um die Aufklärung der Missbrauchskrise“ kümmern. Sie habe auf die Vorkommnisse „schnell, professionell und konsequent“ reagiert. Anlässlich der Kritik an der Aufarbeitung von Fällen sexualisierter Gewalt durch das Erzbistum Köln äußerte Laschet 2020: „Der Kindesmissbrauch ist ein Vergehen, das aufgeklärt werden muss, in jeglicher Hinsicht. Ich habe Respekt, wie die Kirchen das machen.“

## Ehrungen und Auszeichnungen
- Im Februar 2020 erhielt er den Orden wider den tierischen Ernst. Er war der erste Aachener, der den Orden erhielt.[167]
- Im März 2020 zeichnete die Union progressiver Juden in Deutschland (UpJ) ihn mit dem Israel-Jacobson-Preis aus und würdigte damit seine Verdienste für das liberale Judentum sowie die Stärkung des jüdischen Lebens in Nordrhein-Westfalen.[168]
- 10. Mai 2021: Europäischer Handwerkspreis[169]
- Im Juni 2021 wurde Laschet mit dem Großkreuz des Verdienstordens Pro Merito Melitensi ausgezeichnet. Der Souveräne Malteserorden ehrte ihn für seine Flüchtlings- und Migrationspolitik.[170]
- Im Mai 2023 ernannte der französische Staatspräsident Emmanuel Macron Laschet zum Kommandeur im Nationalen Orden der französischen Ehrenlegion, eine der höchsten Auszeichnungen Frankreichs. Gewürdigt wurde damit sein „überragendes und konstantes Engagement“ für die deutsch-französischen Beziehungen. So habe er unter anderem beim Austausch in der Berufsbildung und zu Künstlicher Intelligenz sowie als deutsch-französischer Kulturbevollmächtigter eine herausragende Rolle eingenommen. Die Übergabe des Ordens erfolgte am 9. Mai durch den französischen Botschafter François Delattre in Berlin.[171]
- Im Juni 2024 verlieh der Landschaftsverband Rheinland ihm den Ehrenring des Rheinlandes wegen seines „Engagements für Gesellschaft, kommunale Selbstverwaltung und europäische Zusammenarbeit“[172]

## Kabinette
- Kabinett Rüttgers (Minister für Generationen, Familie, Frauen und Integration; 2005 bis 2010)
- Kabinett Laschet (Ministerpräsident; 2017 bis 2021)

## Veröffentlichungen
- Europa im Schicksalsjahr. Herder, Freiburg 2016, ISBN 978-3-451-37587-3.
- Die Aufsteigerrepublik. Zuwanderung als Chance. Kiepenheuer & Witsch, Köln 2009, ISBN 978-3-462-04105-7. (PDF der Druckfahnen)
- mit Michael Langer (Hrsg.): Erbittet für Jerusalem Frieden. Hoffnungen zwischen Vision und Wirklichkeit. Einhard/Butzon & Bercker, Aachen/Kevelaer 1991, ISBN 978-3-920284-58-3 bzw. ISBN 978-3-7666-9760-8.
- mit Heinz Malangré (Hrsg.): Philipp Jenninger: Rede und Reaktion. Einhard u. a., Aachen 1989,  ISBN 978-3-920284-49-1.
- mit Barbara Schock-Werner: Zurück im Herzen Europas. Notre-Dame de Paris und die deutsch-französische Freundschaft (deutsch/französisch). Greven, Köln 2024, ISBN 978-3-7743-0976-0.

## Dokumentarfilme
- Kraft gegen Laschet – Hier und heute, WDR Fernsehen (Ein Film von Donya Farahani und Marc Steinhäuser)
- Konfrontation: Markus Feldenkirchen trifft Armin Laschet, WDR Fernsehen (Ein Film von Helmar Büchel und Markus Feldenkirchen)